# Psychoda kalabanica
Psychoda kalabanica és una espècie d'insecte dípter pertanyent a la família dels psicòdids.

## Descripció
- La femella fa 0,8 mm de llargària a les antenes, mentre que les ales li mesuren 1,4 de longitud i 0,5 d'amplada.
- Les antenes de la femella presenten 16 segments (els que fan els núms. 14, 15 i 16 estan clarament separats).
- Les ales són incolores i sense taques als extrems de la nervadura.
- L'espermateca de la placa subgenital de la femella és allargada.
- El mascle no ha estat encara descrit.[2][5]

## Distribució geogràfica
Es troba a Borneo i Nova Guinea.